# Фальке, Отто фон
Отто фон Фальке (нем. Otto von Falke;  29 апреля 1862, Вена — 15 августа 1942, Швебиш-Халль) — немецкий историк искусства и музейный деятель.

## Биография
Сын историка искусства Якова фон Фальке. С 1881 изучал общую историю и историю искусств и археологии в Венском университете, где получил степень доктора наук.
Во время учёбы сотрудничал с Музеем декоративного искусства Берлина, участвуя в научных поездках по стране приобрел обширные знания в различных областях искусства и ремесел.
В 1895 году стал директором Музея прикладного искусства в Кельне, а в 1908 году — Берлинского музея декоративного искусства.
В 1920 году Отто фон Фальке был назначен генеральным директором государственных собраний искусства в Берлине, сменив на этом посту Вильгельма фон Боде.
После своей отставки в 1927 посвятил себя интенсивной научной деятельности. Был учредителем и главным редактором журнала «Pantheon»  («Пантеон»).
О. Фальке — один из наиболее видных немецких исследователей в области декоративно-прикладного искусства. Благодаря многочисленными написанным им каталогам музейных коллекций, в том числе каталогу «Произведения искусства из коллекций Ленинградских музеев и дворцов» (в 4-х томах, Берлин 1928-1929), приобрел известность во всей Европе.
Его дядей был Иоганнес Фальке (1823—1876) — немецкий историк и архивариус, заведующий главным государственным архивом в Дрездене.

## Важнейшие труды
- Aesthetik des Kunstgewerbes. Ein Handbuch für Haus, Schule und Werkstätte, 1883
- Majolika, 1896
- Führer durch das Kunstgewerbe-Museum der Stadt Köln, 1900
- Deutsche Schmelzarbeiten und andere Kunstwerke,  1904 (в соавт.)
- Das Kunstgewerbe im MA, 1908
- Das rheinische Steinzeug, 1908
- Der Dreikönigsschrein des Nikolaus von Verdun im Cölner Domschatz, 1911
- Der Mainzer Goldschmuck der Kaiserin Gisela, 1913
- Das Kunstgewerbemuseum, 1915
- Deutsche Porzellanfiguren, 1919
- Kunstgeschichte der Seidenweberei, 1921.
- Deutsche Möbel vom Ausgang des MA bis zum 19.Jhdt,  1923-1924.
- Kunstwerke aus den Beständen Leningrader Museen und Schlösser, 1928-1929
- Der Welfenschatz, 1930 (в соавт.)
- Romanische Leuchter und Gefäße, Gießgefäße der Gotik, 1935. (в соавт.)